# Mines d'or de Sado
Les mines d'or de Sado (en japonais 佐渡金山, Sado Kinzan) sont des anciennes et importantes mines d'or, sur l'île japonaise de Sadoga-shima, en mer du Japon, dans la préfecture de Niigata.

## Description
Les mines d'or de Sado sont constituées de deux gisements : les mines d'or de Nishimikawa et les mines d'or et d'argent d’Aikawa Tsurushi. C'est le site d'extraction d'or le plus grand du Japon.
On trouve aux abords du site l'usine de flottation de Kitazawa. Cette usine permettait l'enrichissement des minerais entre 1925 et 1952.

## Histoire
Exploitées depuis au moins le XVIIe siècle avec une intensification pendant l'industrialisation du Japon sous l'ère Meiji (1868-1912), elles sont un temps le premier site mondial d'extraction d'or. Elles ferment en 1989.
En 2021, le gouvernement japonais propose qu'elles soient inscrites au patrimoine mondial de l'Unesco, créant des tensions avec la Corée du Sud, dont plus de 2000 ressortissants déportés  furent obligés d'y travailler pendant la Seconde Guerre mondiale.
L'UNESCO inscrit finalement les mines de Sado à la liste du patrimoine mondiale en juillet 2024. La Corée du Sud a en effet retiré son objection à la condition que le Japon ne cache pas l'exploitation et la discrimination dont ont été l'objet les travailleurs coréens
.
L'usine de flottation de Kitazawa ne fait pas partie de l'ensemble reconnu par l'UNESCO car postérieure à l'époque d'Edo.